# Claude Gabard
Pour les articles homonymes, voir Gabard.
Claude Gabard (né le 30 octobre 1935 à Marçay et mort le 28 août 2015 à Poitiers) est un coureur cycliste français, actif dans les 1950 et 1960.

## Biographie
Claude Gabard commence le cyclisme en 1950. Il suit alors son frère Serge, également coureur cycliste chez les amateurs. Titulaire d'un diplôme d'entraîneur en 1954, il continue la compétition, et devient l'un des meilleurs cyclistes français chez les indépendants. Il remporte au total 114 courses, principalement dans le Poitou-Charentes. Durant toute sa carrière, il est licencié au Vélo Club Châtelleraudais, hormis en 1957. 
Une fois retiré des compétitions, il travaille comme éducateur sportif. En 1966 ou 1967, il est le premier conseiller technique régional nommé en France, en Poitou-Charentes,. Il pousse ensuite à la construction du vélodrome de Poitiers et devient  organisateur d'un critérium cycliste à Fontaine-le-Comte. 
Dans les dernières années de sa vie, il est atteint de la maladie d'Alzheimer. Il meurt à l'âge de 79 ans au CHU de Poitiers. Depuis 2017, une randonnée cycliste portant son nom est organisée en son hommage par l’AC Chatelleraudais à Châtellerault.

## Palmarès
- 1959
  - 2e du Grand Prix de Montamisé
- 1960
  - Grand Prix de Montamisé
  - 1re étape des Trois Jours de la Sarthe
  - 2e du Prix Albert-Gagnet
- 1961
  - Champion du Poitou indépendants
  - 2e du Circuit des Deux Ponts
  - 2e du Tour du Berry
  - 2e du Grand Prix des Foires d'Orval
  - 3e du Grand Prix de Montamisé
- 1962
  - Champion du Poitou indépendants
  - Grand Prix des Foires d'Orval
  - 3e du Circuit de la Vienne
  - 3e de Paris-La Ferté-Bernard
- 1963
  - 3e étape du Tour d'Anjou
  - 3e du Tour du Loir-et-Cher
  - 3e du Grand Prix des Foires d'Orval
- 1964
  - Champion du Poitou indépendants
- 1965
  - Nantes-La Rochelle
  - 1re étape des Deux Jours cyclistes de Machecoul
  - 2e du Grand Prix d'Espéraza
  - 2e de Paris-La Ferté-Bernard
  - 2e du Grand Prix des Foires d'Orval